# Neovenatoridae
Die Neovenatoridae ist eine Gruppe theropoder Dinosaurier innerhalb der Allosauroidea, einer Gruppe der Carnosauria. Sie lebten während der Kreidezeit und stellen die letzte überlebende Gruppe der Allosauroidea dar.
Diese Gruppe wurde erstmals 2010 von Benson und Kollegen vorgeschlagen und soll diesen Autoren zufolge die Gattungen Neovenator, Chilantaisaurus, Fukuiraptor, Australovenator, Orkoraptor, Megaraptor und Aerosteon umfassen. Agnolin und Kollegen schrieben später im Jahr 2010 den australischen Rapator ebenfalls dieser Gruppe zu. Innerhalb der Neovenatoridae stellten Benson und Kollegen eine weitere Gruppe auf, die Megaraptora.

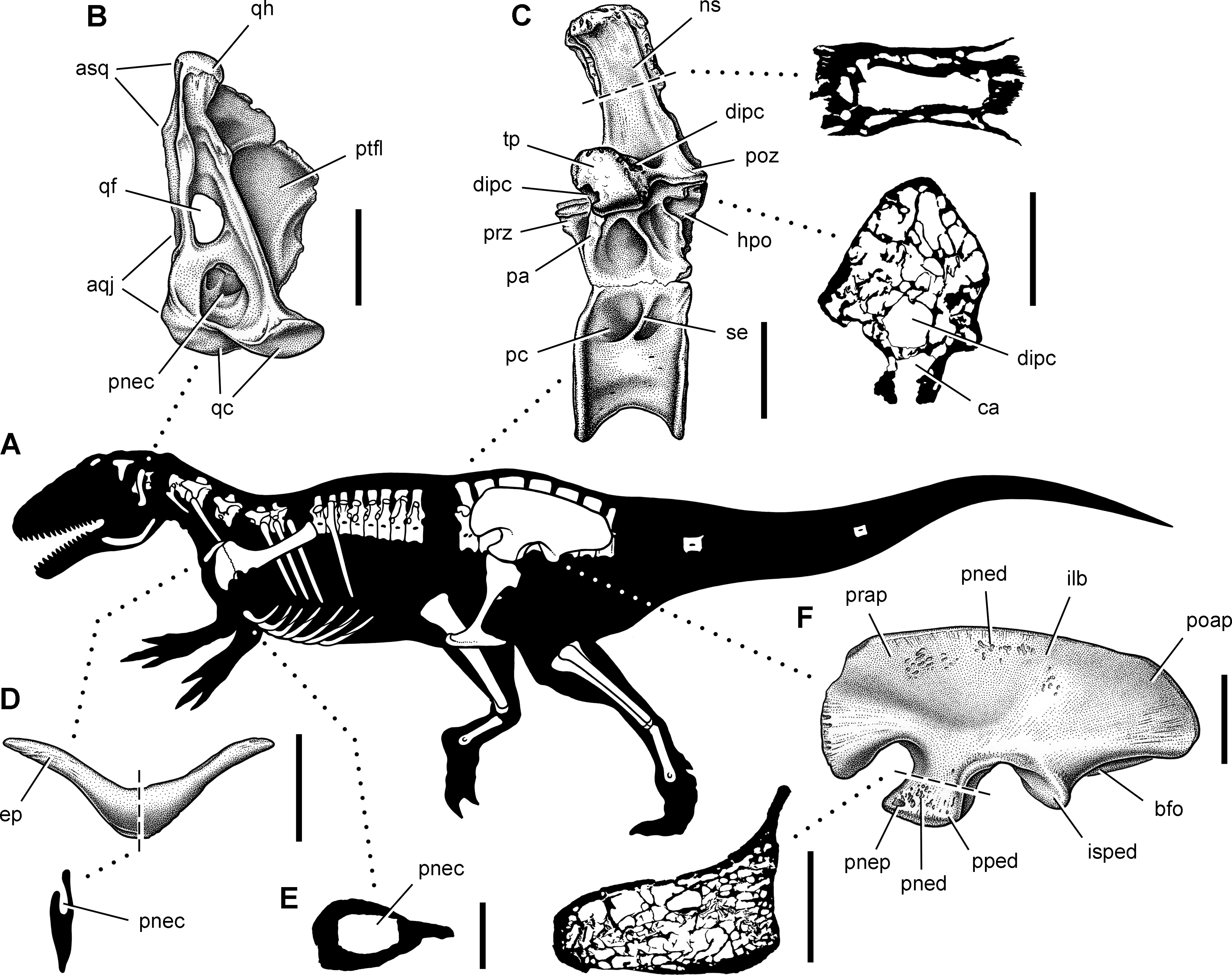
Rekonstruktion von Aerosteon riocoloradensis

## Allgemeines und Merkmale
Während Vertreter der Allosauroidea und der Megalosauroidea im Mittel- und Oberjura die dominierenden großen landlebenden Fleischfresser waren, wurden sie in der Kreide von Tyrannosauriden und Abelisauriden abgelöst. Die Neovenatoridae stellen eine diverse, global verbreitete Gruppe kreidezeitlicher Allosauroidea dar, deren letzter bekannter Vertreter (Orkoraptor) aus dem Maastrichtium, der obersten Oberkreide, stammt – dies zeigt, dass die Allosauroidea bis zum Massenaussterben an der Kreide-Tertiär-Grenze existierten. Eine zweite große Gruppe kreidezeitlicher Allosauroidea war die Carcharodontosauridae. Carcharodontosauridae und Neovenatoridae werden von Benson und Kollegen als Carcharodontosauria zusammengefasst.
Ursprüngliche Vertreter der Gruppe wie Neovenator zeigen Körperproportionen, wie sie sich auch bei anderen Vertretern der Tetanurae finden. So entspricht Neovenator in Größe und Proportionen in etwa Allosaurus. Auch der ursprüngliche Chilantaisaurus war mit schätzungsweise 2,5 Tonnen relativ groß. Fortgeschrittene Vertreter der Neovenatoridae, die Megaraptora, zeigen dagegen weitgehende Modifikationen des Bauplans. Vertreter dieser Gruppe waren kleiner, zeigten lange Arme mit großen Krallen, an schnelles Laufen angepasste Beine sowie ein Appendikulärskelett (Becken, Schultergürtel und Gliedmaßen), das durch Pneumatisierung (luftgefüllte Aushöhlungen der Knochen) leichter war. Diese Entwicklungstrends der Megaraptora zeigen sich ebenso bei anderen Theropoden aus der Entwicklungslinie, welche die Vögel hervorbrachte (konvergente Evolution).

## Definition und Synapomorphien
Die Neovenatoridae sind definiert als stammlinienbasiertes Taxon (stem-based definition), das alle Taxa mit einschließt, die näher mit Neovenator salerii als mit Carcharodontosaurus saharicus, Allosaurus fragilis oder Sinraptor dongi verwandt sind.
Die Gruppe lässt sich anhand von 7 Synapomorphien (gemeinsam abgeleiteter Merkmale) von anderen Gruppen abgrenzen. Darunter war das Schulterblatt (Scapula), das verglichen mit anderen Allosauroidea kurz und breit war. Zudem war das Darmbein (Ilium) pneumatisiert, also mit Hohlräumen durchzogen. Weitere mögliche Synapomorphien stehen mit den verlängerten, raptor-artigen Armen in Verbindung; entsprechende Fossilien fehlen jedoch bei Neovenator.

## Systematik

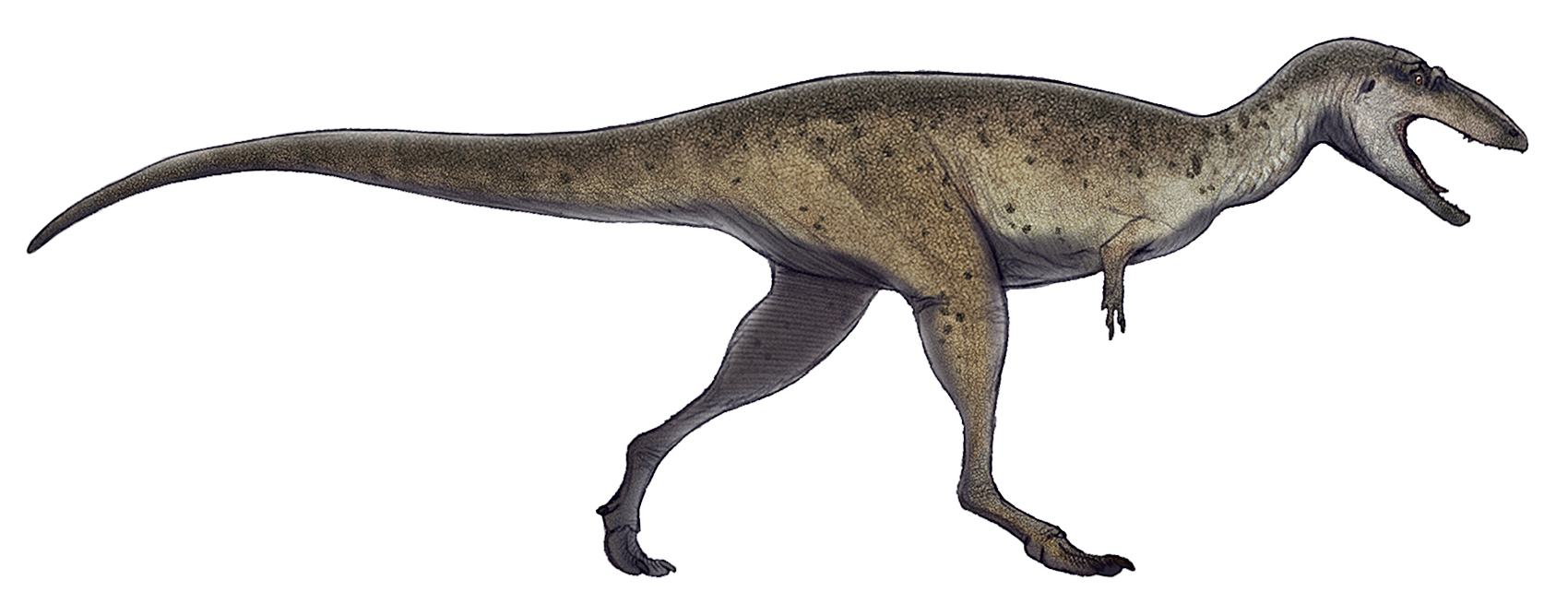
Lebendrekonstruktion von Gualicho shinyae

Die Neovenatoridae wird innerhalb der Allosauroidea klassifiziert, die wiederum zu den Tetanurae gezählt wird. Innerhalb der Allosauroidea wird die Neovenatoridae zusammen mit der Carcharodontosauridae von Benson und Kollegen als Carcharodontosauria zusammengefasst. Das folgende Kladogramm gibt die Klassifikation von Benson und Kollegen (2010) wieder:
|                         | Allosaurus                                                               |
|                         |                                                                          |
| Carcharodontosauria     | \| \| Carcharodontosauridae \| \| \| \| \| \| Neovenatoridae \| \| \| \| |
| Vorlage:Klade/Wartung/3 | \| \| Carcharodontosauridae \| \| \| \| \| \| Neovenatoridae \| \| \| \| |
|                         | Carcharodontosauridae                                                    |
|                         |                                                                          |
|                         | Neovenatoridae                                                           |
|                         |                                                                          |

|  | Carcharodontosauridae |
|  |                       |
|  | Neovenatoridae        |
|  |                       |

|                         | Allosaurus                                                               |
|                         |                                                                          |
| Carcharodontosauria     | \| \| Carcharodontosauridae \| \| \| \| \| \| Neovenatoridae \| \| \| \| |
| Vorlage:Klade/Wartung/3 | \| \| Carcharodontosauridae \| \| \| \| \| \| Neovenatoridae \| \| \| \| |
|                         | Carcharodontosauridae                                                    |
|                         |                                                                          |
|                         | Neovenatoridae                                                           |
|                         |                                                                          |

|  | Carcharodontosauridae |
|  |                       |
|  | Neovenatoridae        |
|  |                       |

Innerhalb der Neovenatoridae führen Benson und Kollegen eine Untergruppe, die Megaraptora, welche alle Vertreter bis auf die ursprünglichen Gattungen Neovenator und Chilantaisaurus umfasst. Dabei werden Australovenator und Fukuiraptor sowie Aerosteon und Megaraptor jeweils als Schwestergattungen betrachtet. Folgendes Kladogramm zeigt die innere Systematik der Neovenatoridae nach Benson und Kollegen (2010):
|                         | Australovenator |
|                         |                 |
|                         | Fukuiraptor     |
| Vorlage:Klade/Wartung/3 |                 |

|  | Aerosteon  |
|  |            |
|  | Megaraptor |
|  |            |

|                         | Australovenator |
|                         |                 |
|                         | Fukuiraptor     |
| Vorlage:Klade/Wartung/3 |                 |

|  | Aerosteon  |
|  |            |
|  | Megaraptor |
|  |            |

|                         | Australovenator |
|                         |                 |
|                         | Fukuiraptor     |
| Vorlage:Klade/Wartung/3 |                 |

|  | Aerosteon  |
|  |            |
|  | Megaraptor |
|  |            |

|                         | Australovenator |
|                         |                 |
|                         | Fukuiraptor     |
| Vorlage:Klade/Wartung/3 |                 |

|  | Aerosteon  |
|  |            |
|  | Megaraptor |
|  |            |

|                         | Australovenator |
|                         |                 |
|                         | Fukuiraptor     |
| Vorlage:Klade/Wartung/3 |                 |

|  | Aerosteon  |
|  |            |
|  | Megaraptor |
|  |            |

|                         | Australovenator |
|                         |                 |
|                         | Fukuiraptor     |
| Vorlage:Klade/Wartung/3 |                 |

|  | Aerosteon  |
|  |            |
|  | Megaraptor |
|  |            |

|                         | Australovenator |
|                         |                 |
|                         | Fukuiraptor     |
| Vorlage:Klade/Wartung/3 |                 |

|  | Aerosteon  |
|  |            |
|  | Megaraptor |
|  |            |

|                         | Australovenator |
|                         |                 |
|                         | Fukuiraptor     |
| Vorlage:Klade/Wartung/3 |                 |

|  | Aerosteon  |
|  |            |
|  | Megaraptor |
|  |            |